# 拓跋祯
拓跋祯（？—？），追尊魏昭成帝拓跋什翼犍的后裔，宰官尚书、新蔡昭公拓跋干之子，北魏宗室、官员。

## 生平
拓跋祯通晓各方的语言，胆量过人，擅于骑马射箭。魏太武帝拓跋焘时期，拓跋祯担任司卫监，跟随征伐柔然，忽然遇到柔然的别部，敌众我寡，拓跋祯于是在山上解开马鞍放马，以显示有埋伏，敌军果然怀疑而回避他们。
魏孝文帝元宏初年，拓跋祯被赐予沛郡公的爵位，后出任南豫州刺史。大胡山的蛮族常常抄掠，前后的太守刺史大多笼络怀柔。拓跋祯设下计划，召集新蔡、襄城蛮族首领三十多人，拓跋祯全副武装，在南豫州西部设置酒宴，让他们来观看射箭。拓跋祯先挑选部属能射箭的二十多人，拓跋祯自己射了几箭都命中了，然后命令部属依次射箭，都射中了。拓跋祯预先放出一个犯死罪的囚犯，让他身穿军服，也参加射箭，命令他射箭，没有射中，拓跋祯当即责问并斩杀了他。蛮族首领们信服拓跋祯的技能畏惧他的威风，互相看着发抖。拓跋祯又预先让部属选取死囚十人，都穿上蛮族的衣服，说是抄掠的贼寇。拓跋祯于是到座位上，假装抬眼看天，略微有风吹动，拓跋祯对蛮族说：“风稍微暴烈，似乎有抄掠的贼寇进入境内，不过十个人，应当在西南五十多里。”拓跋祯当即命令骑士追击，果然捆绑送回十个人。拓跋祯对蛮人们说：“你们乡里有人如此抄掠，该不该处死？”蛮人们都叩头说：“罪该万死。”拓跋祯当即斩杀了这十个人，送蛮人们返回，并加以慰问告谕。蛮族大为信服，从此南豫州境内没有残暴的掳掠，淮河以南相继来归附北魏的有三千多家，安置在州城东面汝水旁边，名叫归义坊。
起初，豫州城的豪强胡丘生多次与外人勾结，等到拓跋祯担任刺史，胡丘生曾经犯罪，心怀愤恨图谋不轨，假装结婚进城集合民众说：“刺史想要迁移城中大户人家，送到代京。”他们共同谋划在城中谋反。城中百姓石道起将事情秘密告诉拓跋祯，建议迅速逮捕速胡丘生和参与谋划的人。拓跋祯说：“我不辜负别人，别人为何叛乱，但是胡丘生欺骗大家，如果逮捕了他，众人必定大为恐惧。我平静的等待他们，他们不久自己就会后悔归服。”话还没说完，城中三百人自己捆绑到州府门前拜谒，陈述胡陈丘生狡谲欺骗的罪行。胡丘生单人匹马逃走，拓跋祯宽恕而不追究。
朝廷后来征召拓跋祯担任都牧尚书，去世后，朝廷赠予拓跋祯侍中、仪同三司，谥号简公。拓跋祯有八个儿子。

## 家庭

### 妻妾
- 尹氏

### 儿子
- 元瑞，北魏太中大夫